# Moj svijet
Moj svijet (ang. My Love) – singel czarnogórskiego piosenkarza Sergeja Ćetkovicia napisany przez niego samego we współpracy z Eminą Jahović oraz wydany w marcu 2014 roku.

## Historia utworu

### Nagrywanie
Utwór został skomponowany w 2014 roku przez Sergeja Ćetkovicia, który przy pisaniu tekstu współpracował z Eminą Jahović. Piosenka ukazała się w czarnogórsko- i anglojęzycznej, a także dwujęzycznej wersji językowej. Za miks utworu odpowiadają Marko Milatović i Vladan Popović, którzy wyprodukowali singiel oraz nagrali kilka partii instrumentalnych w utworze, a za mastering – Ryan Smith. Sesję nagraniową piosenki zrealizowano w Studio SSL Pink, masteringową w Sterling Sound, zaś produkcyjną w PopMark Studio.

### Nagranie
Opracowano na podstawie materiału źródłowego:
- Sergej Ćetković – wokal prowadzący, kompozytor
- Aleksandra Milutinović – gitara akustyczna, mandolina
- Marko Milatović – miksowanie, producent, fortepian, instrumenty klawiszowe
- Vladan Popović – miksowanie, producent, wokal wspierający, instrumenty perkusyjne
- Dragan Brnas, Ivana Čabraja, Jadranka Krištof, Vladimir Pavelić – wokal wspierający
- Dejan Timotijević – wiolonczela
- Brian Fullen – perkusja, instrumenty perkusyjne
- Dragan Lazarević – gitara elektryczna
- Lena Kuzmanović – instrumenty smyczkowe
- Fraser Fifield – gwizdanie

### Teledysk
Oficjalny teledysk do utworu został nagrany w kilku czarnogórskich miastach, takich jak Karuč, Žabljak, Bar i Ulcinj. Reżyserem klipu został Aleksandar Kerekeš. Premiera obrazka odbyła się na początku marcu 2014 roku.

### Występy na żywo: Konkurs Piosenki Eurowizji
W 2014 roku utwór reprezentował Czarnogórę w 59. Konkursie Piosenki Eurowizji organizowanym w Kopenhadze. W maju kompozycja została zaprezentowana przez Ćetkovicia jako piętnasta w kolejności podczas pierwszego półfinału Konkursu Piosenki Eurowizji i zakwalifikowała się z 7. miejsca do rundy finałowej, w którym zajęła ostatecznie 19. miejsce z 37 punktami na koncie, w tym z maksymalnymi notami 12 punktów od Armenii i Macedonii.

## Lista utworów
CD single
1. „Moj svijet” – 3:07
2. „My Love...” – 3:07
3. „Moj svijet/My Love” – 3:04